# Kukowo (obwód brzeski)
Kukowo (biał. Кукава; ros. Куково) – agromiasteczko na Białorusi, w obwodzie brzeskim, w rejonie hancewickim, w sielsowiecie Oharewicze, przy drodze republikańskiej .
W dwudziestoleciu międzywojennym wieś i folwark Kukowo leżały w Polsce, w województwie poleskim, w powiecie łuninieckim, w gminie Kruhowicze.